# Ключищинский сельсовет
Ключищинский сельсове́т — сельское поселение в составе Краснооктябрьского района Нижегородской области. Административный центр — село Ключищи.

## История
Статус и границы сельского поселения установлены Законом Нижегородской области от 15 июня 2004 года № 60-З «О наделении муниципальных образований — городов, рабочих посёлков и сельсоветов Нижегородской области статусом городского, сельского поселения».

## Население
| 2002 | 2010 | 2012 | 2013 | 2014 | 2015 | 2016 |
| ---- | ---- | ---- | ---- | ---- | ---- | ---- |
| 543  | ↘417 | ↘415 | ↘409 | ↘385 | ↘378 | ↘366 |
| 2017 | 2018 | 2019 | 2020 | 2021 |      |      |
| ↘361 | ↘339 | ↘331 | ↗332 | ↗379 |      |      |

## Состав сельского поселения
| № | Населённый пункт | Тип населённого пункта       | Население |
| - | ---------------- | ---------------------------- | --------- |
| 1 | Ключищи          | село, административный центр | ↗379      |